# Helen Byrne
Pour les articles homonymes, voir Byrne.
Helen M. Byrne est une mathématicienne britannique, professeure de mathématiques appliquées à l'Université d'Oxford. Son travail considère les modèles mathématiques pour décrire les systèmes biomédicaux. Elle est également directrice de l'égalité et de la diversité dans la division des sciences mathématiques, physiques et de la vie (MPLS). Elle a reçu le prix Leah Edelstein-Keshet 2019 de la Society for Mathematical Biology (en).

## Jeunesse et éducation
Byrne a fréquenté le Manchester High School for Girls. Finalement, elle a étudié les mathématiques au Newnham College de Cambridge, où elle s'est intéressée aux applications des mathématiques aux problèmes du monde réel. Elle a déménagé au Wadham College d'Oxford pour ses études supérieures, où elle a obtenu une maîtrise en modélisation mathématique et analyse numérique. Elle est restée à Oxford pour son doctorat en mathématiques appliquées. Elle a été nommée stagiaire postdoctorale à l'unité Cyclotron de l'hôpital Hammersmith. Là, elle a commencé à travailler en biologie mathématique et théorique. Elle a adapté des modèles mathématiques aux tomographies par émission de positons pour évaluer le transport de l'oxygène et du glucose. Après avoir entendu Mark Chaplain parler de la croissance tumorale lors d'une conférence, elle s'est rendu compte que ses compétences mathématiques pourraient être utiles à différents domaines de la médecine. 

## Recherche et carrière
Byrne a travaillé avec Mark Chaplain à l'Université de Bath à partir de 1993. Elle a rejoint l'Institut des sciences et technologies de l'Université de Manchester (en) en tant que maître de conférence en 1996. En 1998, Byrne a rejoint l'Université de Nottingham, où elle a été promue professeur en 2003. Byrne a participé au développement du Nottingham Center for Mathematical Medicine and Biology, qu'elle a dirigé de 1999 à 2011.
Elle a rejoint le corps professoral de l'Université d'Oxford en 2011 où elle a été nommée professeure de biologie mathématique basée à l'Institut mathématique. Ses recherches ont porté sur des modèles mathématiques pour décrire les tissus biologiques. Elle a exploré l'impact des niveaux d'oxygène sur la fonction biologique, en développant des modèles complexes qui peuvent décrire la progression de la maladie. Elle faisait partie d'une équipe qui a démontré que le cannibalisme cellulaire est impliqué dans le développement de maladies inflammatoires. 
Byrne a été nommée directrice de l'égalité et de la diversité dans la division des sciences mathématiques, physiques et de la vie (MPLS) en 2016. En 2018, elle a reçu le prix Leah Edelstein-Keshet de la Society for Mathematical Biology (en). Byrne est chercheuse au sein du réseau Cyclops Healthcare du Conseil de recherche en génie et en sciences physiques (en) ainsi que du 3D BioNet de l'Université de Liverpool .
En 2021, elle bénéficie d'une bourse pour un projet de recherche de cinq ans de l'Université de Melbourne, en vue d'étudier le rôle des formes et des fonctions dans la formation de systèmes complexes, avec comme ambition possible la mise au point de modèles mathématiques pour l'aide à la décision dans le domaine clinique.

## Publications (sélection)
- Maini, Byrne et Alarcón, « A cellular automaton model for tumour growth in inhomogeneous environment », Journal of Theoretical Biology, vol. 225, no 2,‎ 2003, p. 257–274 (PMID 14575659, DOI 10.1016/S0022-5193(03)00244-3, lire en ligne)
- Preziosi et Byrne, « Modelling solid tumour growth using the theory of mixtures », Mathematical Medicine and Biology: A Journal of the IMA, vol. 20, no 4,‎ 2003, p. 341–366 (PMID 14969384, DOI 10.1093/imammb/20.4.341, lire en ligne)
- Byrne, « Dissecting cancer through mathematics: from the cell to the animal model », Nature Reviews Cancer, vol. 10, no 3,‎ 2010, p. 221–230 (PMID 20179714, DOI 10.1038/nrc2808)

## Vie privée
Alors qu'elle était étudiante diplômée à Oxford, elle a concouru pour OUWLRC dans les courses de bateaux Henley en 1990 et 1991, remportant un demi-bleu[Quoi ?] à chaque fois,. Elle a deux enfants, Joe et Alice et un mari appelé Steven.